# Renatastraße
Die Renatastraße ist eine Innerortsstraße im Stadtbezirk Neuhausen-Nymphenburg (Nr. 9) von München.

## Verlauf
Die Straße beginnt im Süden an der Arnulfstraße gegenüber der Postversuchssiedlung und führt zunächst durch die Arbeitersiedlung „Rote Häuser“ (nicht zu verwechseln mit der Siedlung Rote Häuser in Berlin) nach Nordnordwesten bis zur Südlichen Auffahrtsallee am auch als Schlosskanal oder Waisenhauskanal bekannten Ostteil des Nymphenburger Kanals bei der Gerner Brücke und in der Nähe des Endes der Nymphenburger Straße. Sie wird durch den Winthirplatz in zwei Teile geteilt. Zwischen der Karl-Schurz-Straße und der Wendl-Dietrich-Straße bildet sie die östliche Begrenzung der Siedlung Neuhausen (geschütztes Ensemble E 1-62-000-39). Der Nordabschnitt führt in die Villenkolonie Neuwittelsbach (geschütztes Ensemble E 1-62-000-40).

## Geschichte
Die Straße erhielt nach der 1890 erfolgten Eingemeindung von Neuhausen im Jahr 1891 ihren Namen. Neuhausen und Nymphenburg wurden 1992 zum Stadtbezirk Neuhausen-Nymphenburg (Nr. 9) zusammengeschlossen.

## Öffentlicher Verkehr
Auf der Straße verkehren keine öffentlichen Verkehrsmittel. Die Erschließung erfolgt von der Arnulfstraße (Straßenbahnlinie 16, Haltestelle Burghausener Straße), der Romanstraße (Straßenbahnlinie 12, Haltestelle Renatastraße) und die auf der Wendl-Dietrich-Straße querende Metrobuslinie 62.

## Namensgeberin
Die Straße ist nach Renata von Lothringen (1544–1602) benannt, der Gemahlin des Herzogs Wilhelm V., auf den u. a. die Michaelskirche in der Münchner Innenstadt zurückgeht.

## Denkmalgeschützte Gebäude
- Nr. 50: Wohnhaus, historisierend, Anfang 20. Jahrhundert; malerische Gruppe mit Nr. 52 und Jagdstraße 9 und 11 (Denkmalliste D-1-62-000-5745)
- Nr. 52: Wohnhaus, historisierend, Anfang 20. Jahrhundert; malerische Gruppe mit Nr. 50 und Jagdstraße 9 und 11 (Denkmalliste D-1-62-000-5746)
- Nr. 56: Villa, neuklassizistisch, 1909 von Eugen Hönig und Karl Söldner; ursprünglich mit Mansarddach (Denkmalliste D-1-62-000-5747)
- Nr. 58/60: Doppelvilla, historisierend, erbaut 1908 von Carl Hocheder für sich selbst (Nr. 58) und 1908 von Paul Böhmer (Nr. 60) (Denkmalliste D-1-62-000-5748 und 5751)
- Nr. 59: Villa, historisierend, Anfang 20. Jahrhundert (Denkmalliste D-1-62-000-5750)
- Nr. 61/61a: Doppelwohnhaus, zweigeschossiger Satteldachbau ohne Dachüberstand und betont sachlicher Gestaltung, von Sep Ruf, 1936/37; mit Garage bei Nr. 61a, gleichzeitig (Denkmalliste D-1-62-000-10057)
- Nr. 63:Villa, historisierend, um 1910 (Denkmalliste D-1-62-000-5752)
- Nr. 65: Doppelvilla, mit Nr. 67, neubarock, 1899 von Nikolaus Debold (Denkmalliste D-1-62-000-5753)
- Nr. 67: Doppelvilla, mit Nr. 65, neubarock, um 1894 von Nikolaus Debold, vereinfacht (Denkmalliste D-1-62-000-5754)
- Nr. 69: Villa, barockisierend, um 1910; samt Jugendstil-Vorgartenzaun; am Gartentor Georgsfigur (Denkmalliste D-1-62-000-5755)
- Nr. 71: malerische Villa, deutsche Renaissance, 1893/94 von Hans Grässel (Denkmalliste D-1-62-000-5756)
- Nr. 73: stattliche Villa (jetzt Bürohaus mit neuem Anbau), Neurenaissance, mit halbrundem Vorbau und Säulenbalkon, um 1900; neubarockem Gitterzaun mit drei Gittertoren (Denkmalliste D-1-62-000-5757)

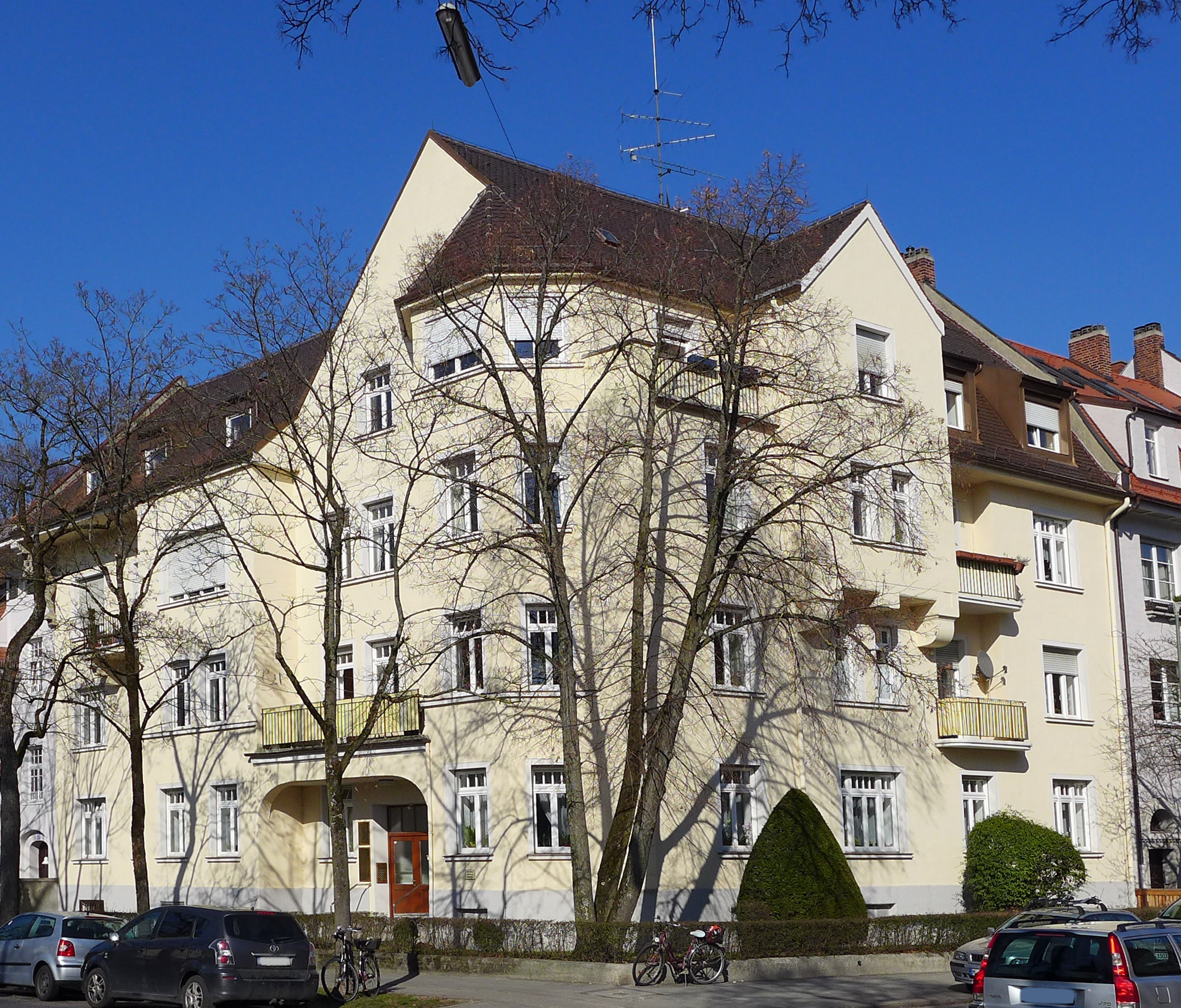
Renatastraße 50
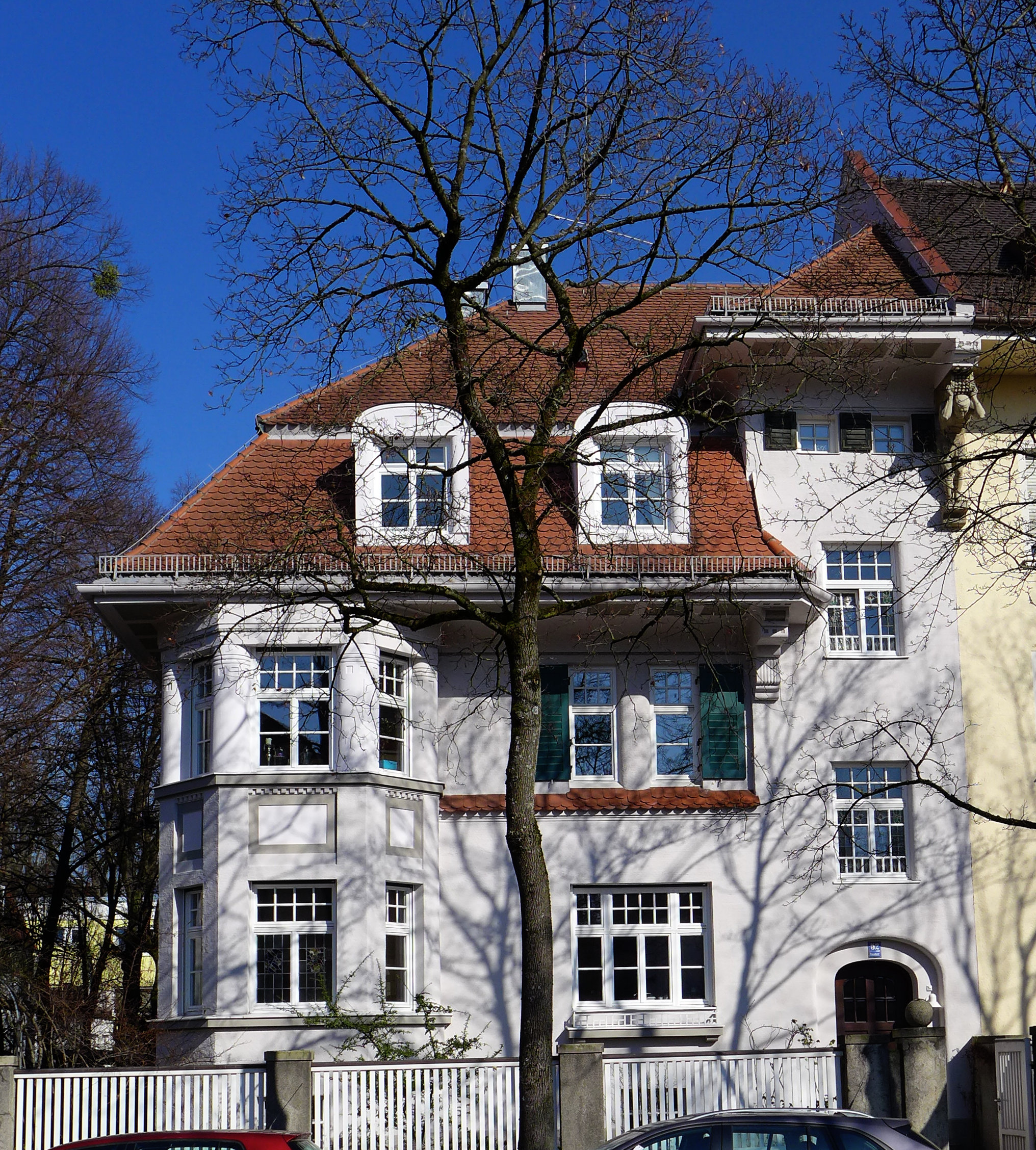
Renatastraße 52
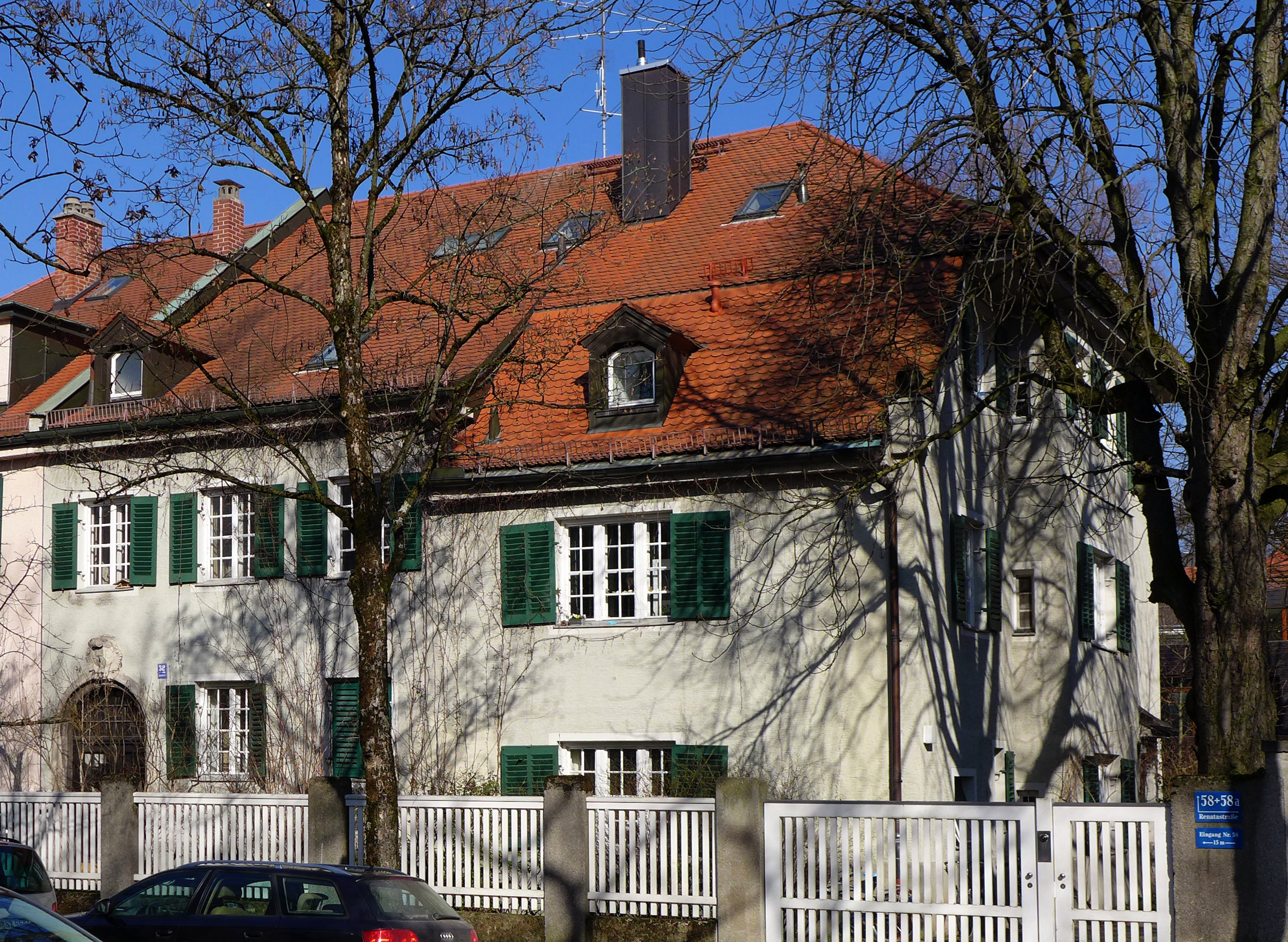
Renatastraße 58
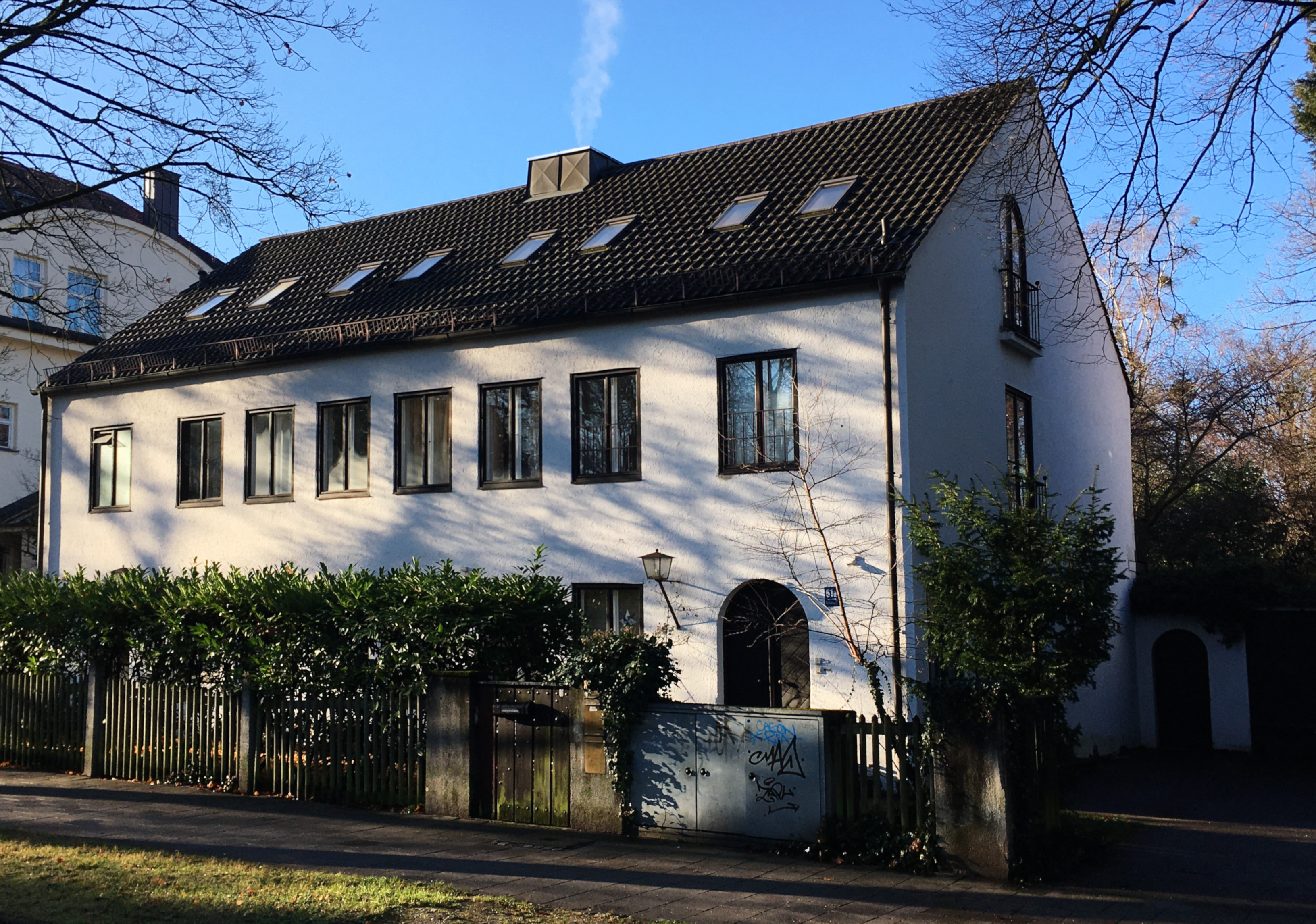
Renatastraße 61
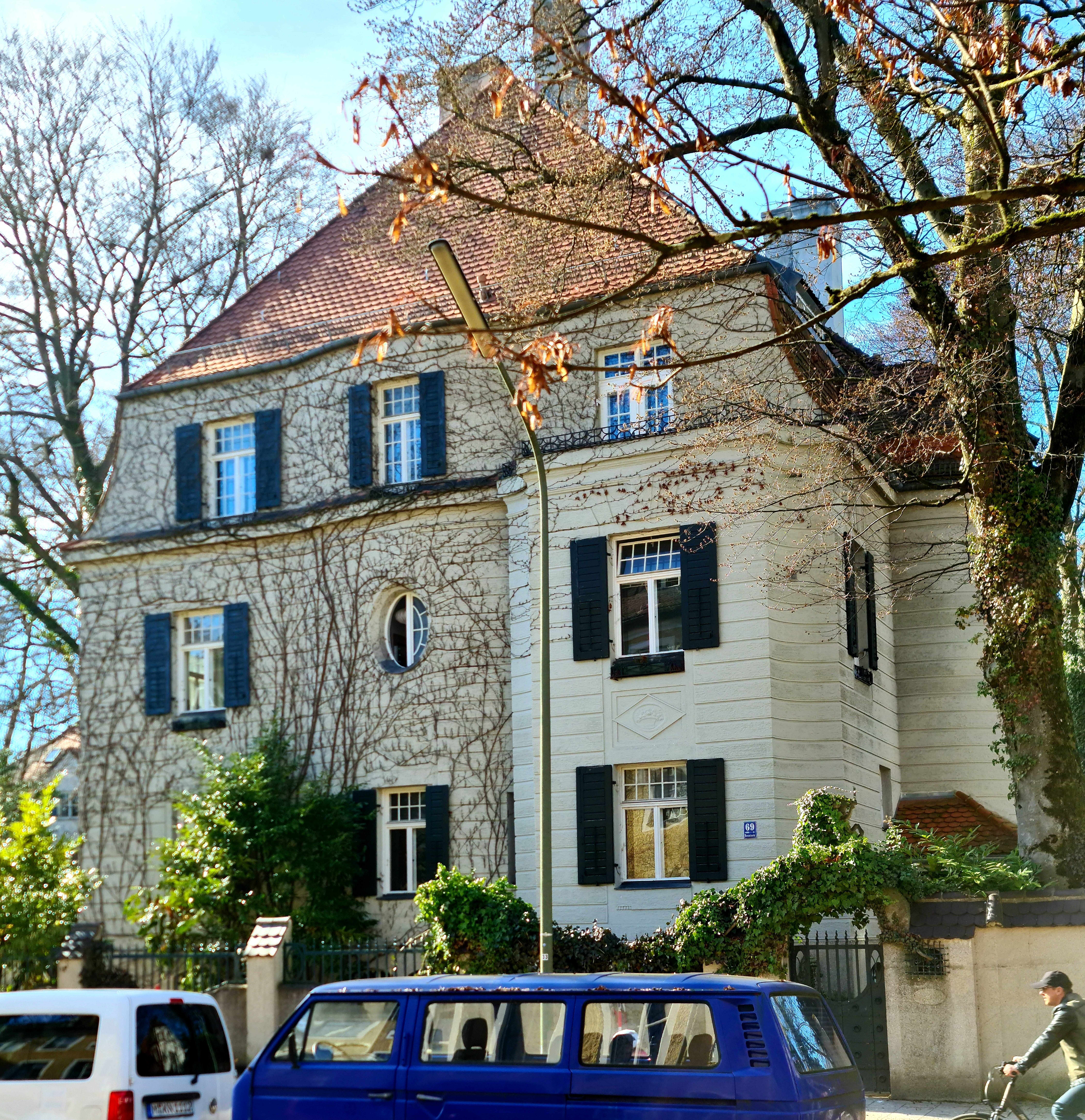
Renatastraße 69
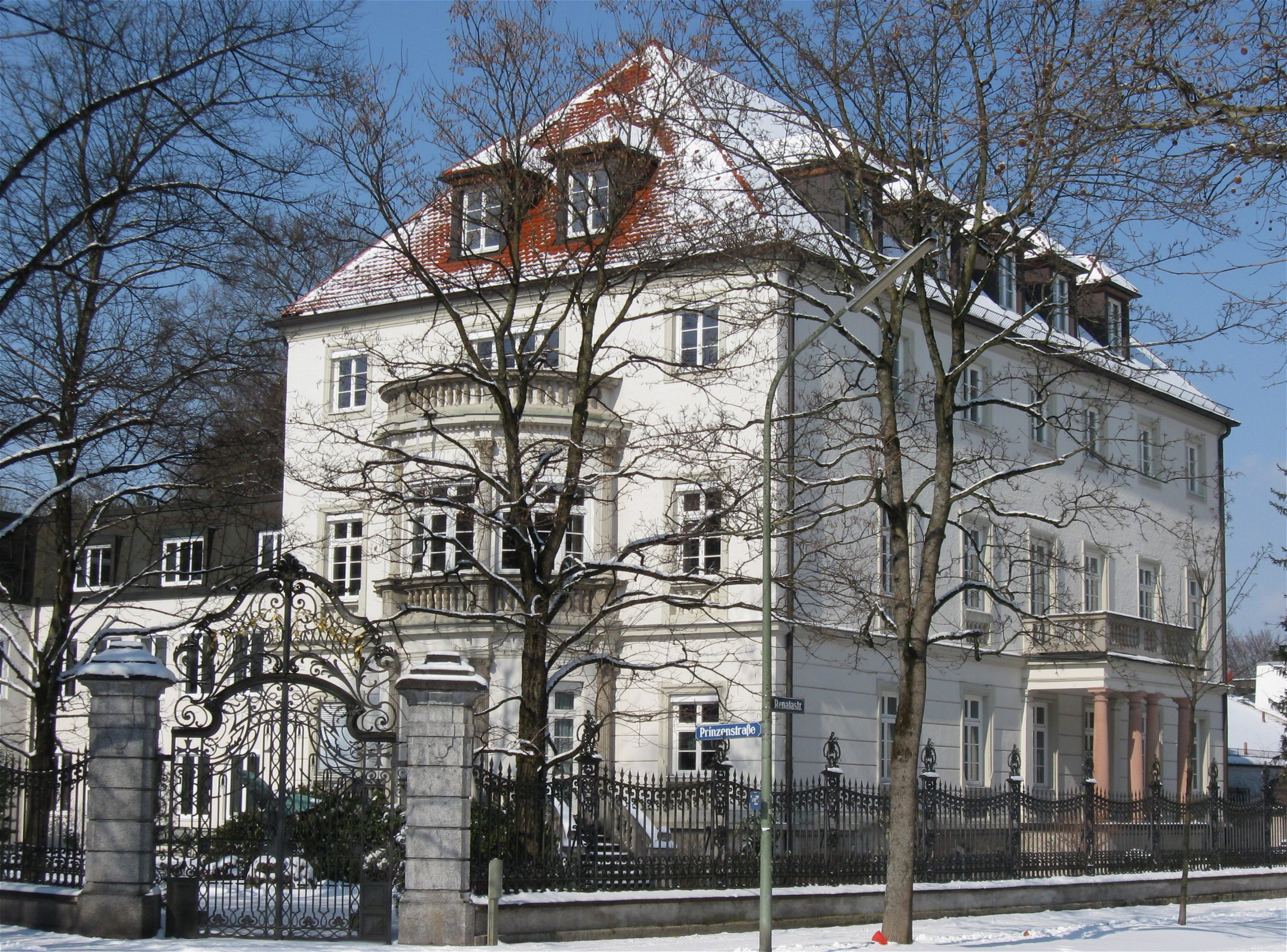
Renatastraße 73

## Kirche

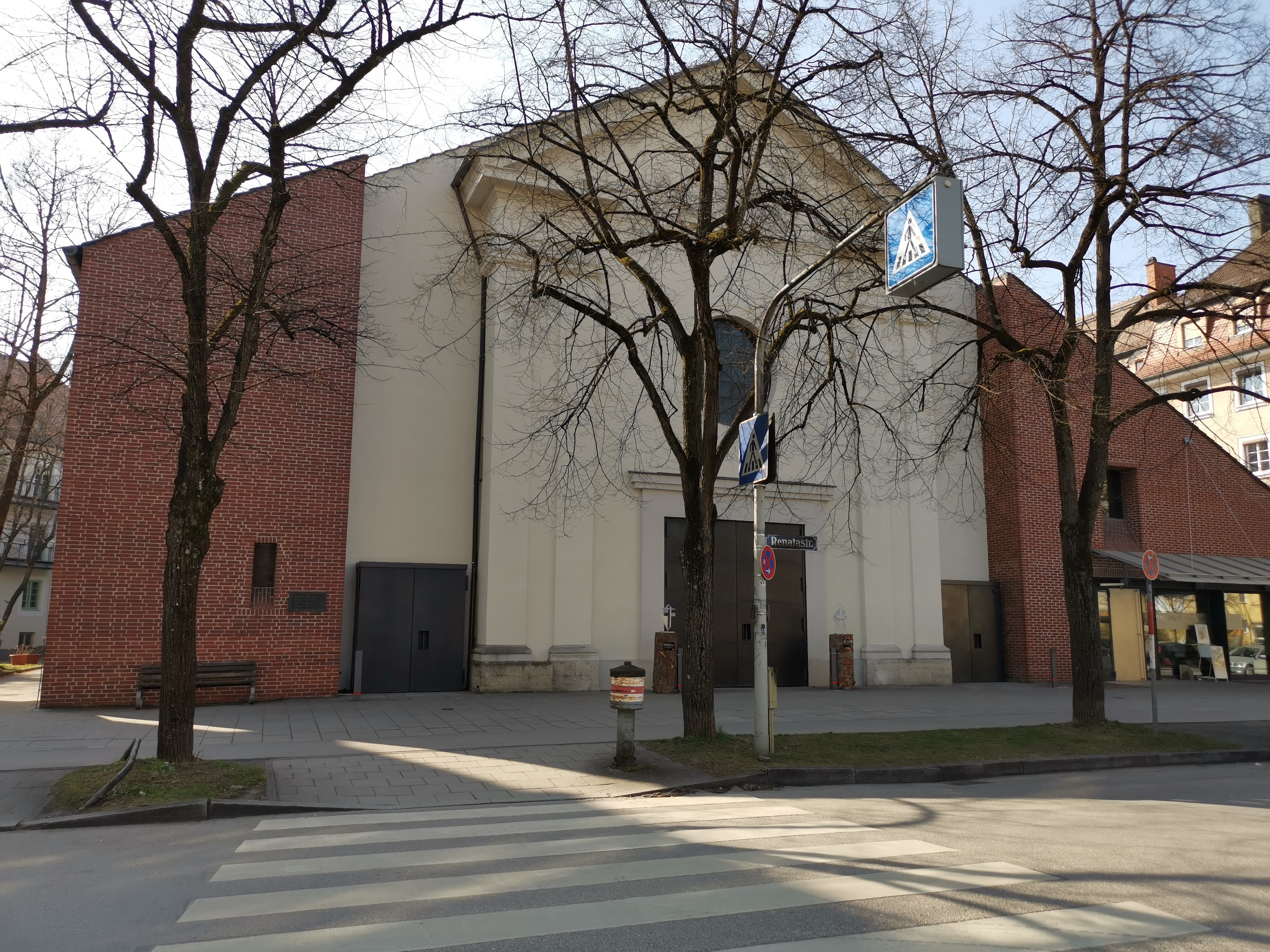
Kirche St. Clemens

- Pfarrkirche St. Clemens, Renatastraße 7, barockisierende Fassade und Turm, 1922 von Hans Steiner, sonst 1966–68 (Denkmalliste D-1-62-000-5743)

## Brunnen

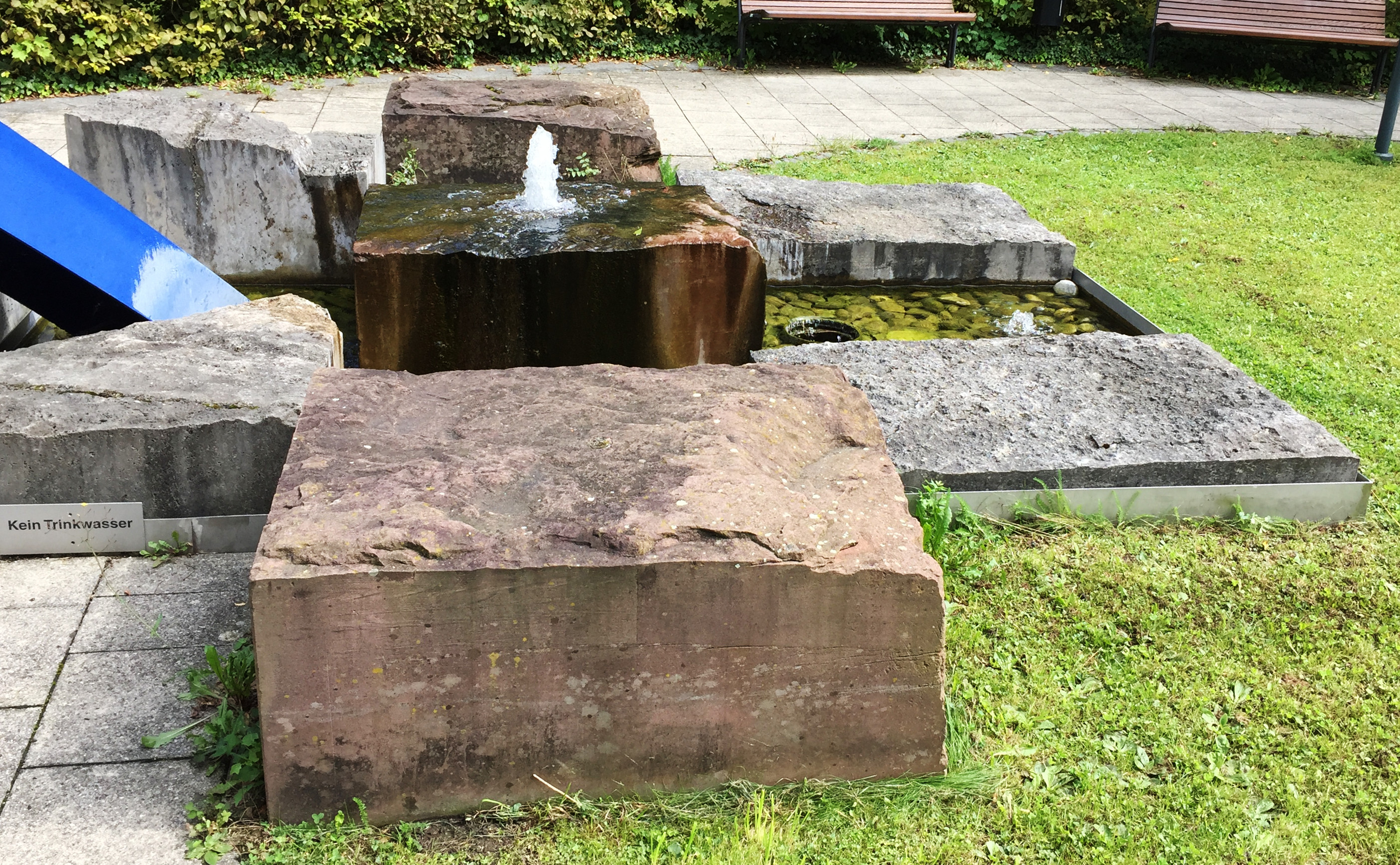
Quaderbrunnen

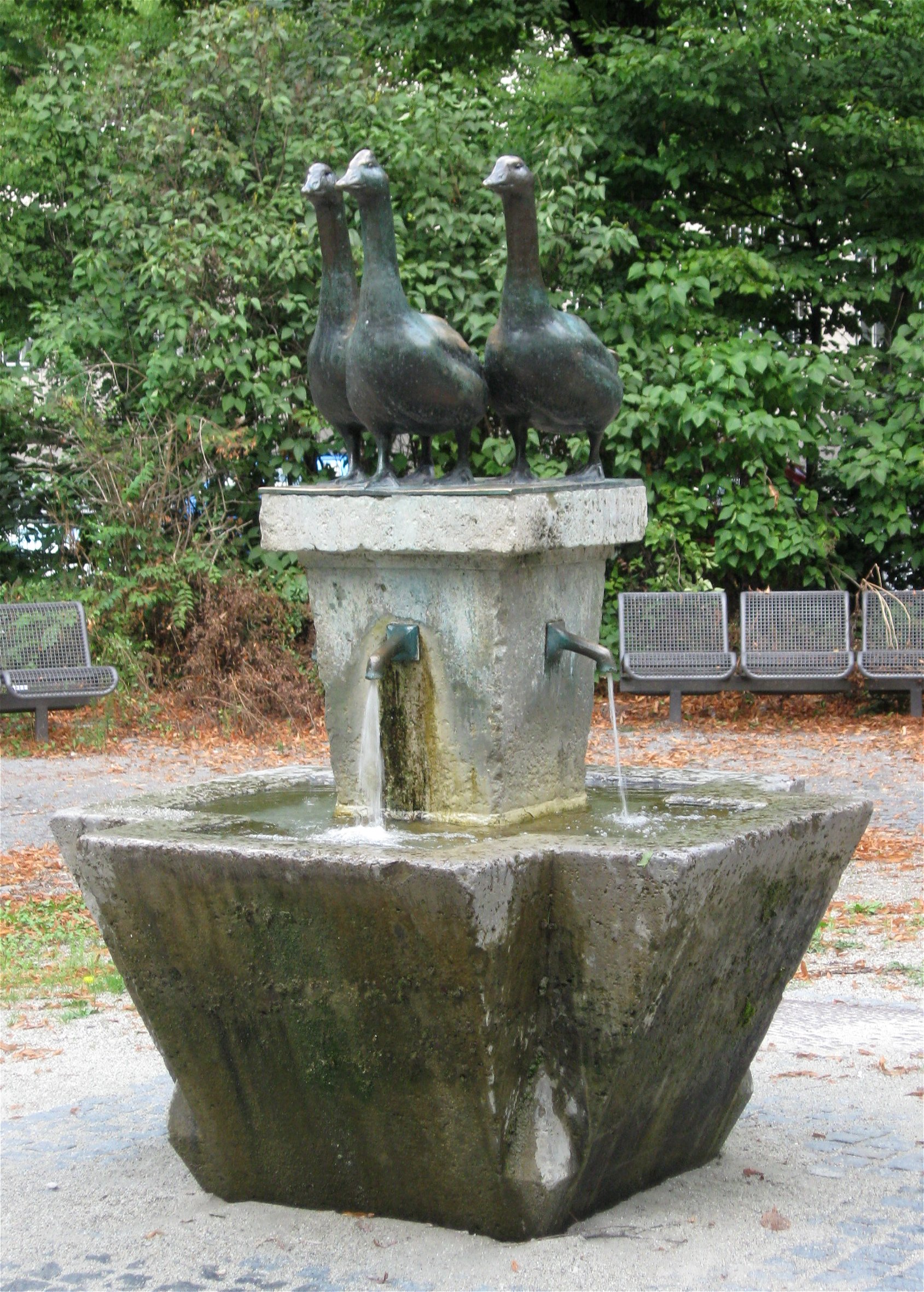
Gänsebrunnen

- Quaderbrunnen Renatastraße 71a, im Vorgarten des Krankenhauses Neuwittelsbach
- am Winthirplatz: Gänsebrunnen, 1928, von Johann Stangl

## Bildungs- und Sozialeinrichtungen
- Schule an der Hirschbergstraße
- Grund- und Mittelschule am Winthirplatz
- Blindeninstitut München (Nr. 64, Anschrift: Romanstraße 12, Internet: https://www.blindeninstitut.de/de/blindeninstitute/muenchen/)
- Krankenhaus Neuwittelsbach (Nr. 71a; im Internet: https://www.krankenhaus-neuwittelsbach.de/)

## Bekannte Bewohner
- Ruth Schaumann (Ehename: Ruth Fuchs, 1899–1975), Schriftstellerin und Bildhauerin, wohnte von 1934 bis zu ihrem Tod in der Renatastraße 59a.[3]